# Delfina Figueiredo
Delfina Figueiredo (Porto,1919 - 2012) foi uma compositora e pedagoga portuguesa, autora do livro Cantigas da Minh'Avó.     

## Biografia
Delfina dos Santos Almeida Figueiredo nasceu no Porto em 1919. Três anos mais tarde, a família mudou-se para Lisboa. 
Estuda no Conservatório Nacional de Lisboa, onde em 1940 termina o Curso Superior de Piano. Posteriormente, dedica-se ao ensino de piano e solfejo. No mesmo ano casa-se com o inspector dos correios, Fernando de Almeida Figueiredo, com quem tem três filhas e um filho. 
Em 1962, frequenta o curso de Educação e Didáctica Musical de Edgar Willems organizado pela Fundação Calouste Gulbenkian passando a dedicar-se à educação musical.  Posteriormente, deu continuidade à sua formação ao frequentar outros cursos promovidos pela fundação, nomeadamente, o de Educação e Didáctica Musical Orff-Schulwerk e o de Aperfeiçoamento para Professores de Canto Coral. 
Fez parte do grupo de fundadores da Associação Internacional Edgar Willems, tendo participado no 1º Congresso Internacional de Educação Musical Edgar Willems, que se realizou em Bienne, na Suíça em 1977. 
Deu aulas de Educação Musical a crianças e a professores no Conservatório Nacional de Lisboa, na Gulbenkian, nos Conservatórios Regionais de Castelo Branco, Tomar e na antiga Escola de Educadoras da Assistência. Multifacetada, trabalhou como acompanhadora das aulas de ginástica no Ginásio Clube Português, tendo como hábito anotar as improvisações que fazia ao piano quando eram ensaiadas coreografias. 
Paralelamente, fez parte do naipe de contraltos do Coro Gulbenkian desde a criação deste, em 1964, até 1970. 
Após reformar-se, em 1989, continuou a dar aulas particulares. 

## Reconhecimento
O seu livro Cantigas da Minh'Avó, integra a lista de repertório musical aconselhado pelo Ministério da Educação português e fez parte do Programa de Expressão Artística (vertente música) da Escola Superior de Educação. 
Os seus temas continuam a integrar o repertório de vários coros infanto-juvenis portugueses, entre eles o Coro Juvenil do Instituto Gregoriano de Lisboa e o Coro Infantil da Universidade de Lisboa. 
A sua obra tem servido de base de trabalho para várias teses e dissertações. Entre elas, a de Vasco Silva de Faria intitulada "O ensino da trompete em Portugal: uma concepção pedagógica para a iniciação ao instrumento", que inclui no estudo, 9 canções do livro não harmonizadas. 

## Obra

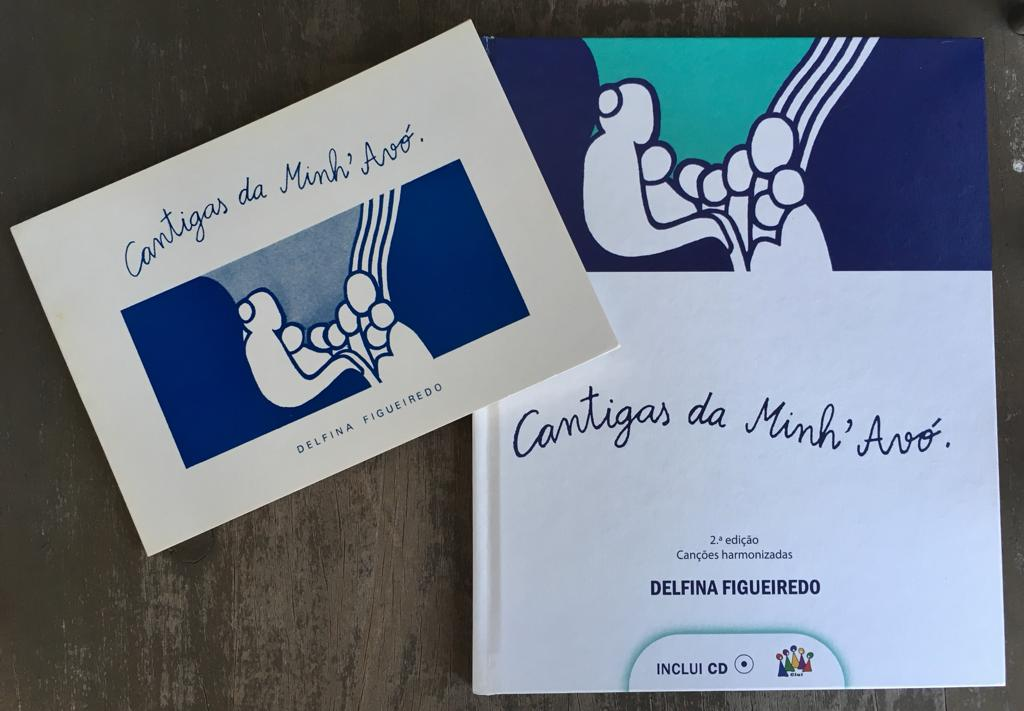

Escreveu o livro Cantigas da Minh'Avó, que reúne 62 cantigas infantis, com música, letra de sua autoria, acompanhadas por sugestões didácticas, destinadas a facilitar o ensino musical das crianças. Esgotados os 3000 exemplares da 1ª edição, lançada em 1982, foi reeditado em 2011, com as canções harmonizadas por si. Ambas as edições foram edições de autor. 
Esta última edição contou com a colaboração do Coro Infantil da Universidade de Lisboa que, dirigido pela maestrina Erica Mandillo e acompanhado pelo pianista João Lucena e Vale, interpretou 20 das canções presentes no livro, compiladas no CD nele incluído. 
Em 2007, a Associação Portuguesa de Educação Musical (APEM) publicou a partitura do tema Canção Dançada.  
Composições suas podem ser encontradas em compilações editadas pelo projecto Foco Musical - Educação e Cultura, nomeadamente: 
- Externato Rainha Dona Amélia [18]
- Toca Andar! [19]
- Livro das nossas canções: 2005-2006 [20]

- Livro das nossas canções: 1º ciclo [21]

## Ligações Externas
- Facebook | Página dedicada ao livro Cantigas da minh'Avó
- Tema O Presépio de Delfina Figueiredo pelo Coro Juvenil do Instituto Gregoriano de Lisboa (2021)
- Tema O Melro pelo Coro Infantil da Universidade de Lisboa (2011)